# Foliazione (geologia)
Per foliazione si intende una struttura planare e penetrativa presente all'interno delle rocce, che può formarsi durante la genesi della roccia stessa (foliazione primaria) o durante processi successivi alla formazione della roccia (foliazione secondaria). Il termine deriva dal latino folium che significa "foglia", riferito, appunto, alle tipiche superfici planari che caratterizzano una roccia foliata.
Le foliazioni in una roccia sono tutte quelle strutture, a diversa scala, che contribuiscono a dividerne o a far sembrare diviso il volume in tanti livelli, piani o strati.

## Tipologia della foliazione
Le foliazioni si possono classificare in primarie e secondarie.

### Foliazioni primarie
Sono le foliazioni collegate con i processi originari di formazione della roccia.
- Stratificazione, rocce sedimentarie: variazione di composizione tra strati, variazione di grana tra strati.
- Layering magmatico, rocce magmatiche: zonazione di determinati minerali in livelli.

### Foliazioni secondarie
Sono le foliazioni che derivano da deformazione e/o metamorfismo. Le rocce che le portano sono tettoniti.
- Foliazioni diagenetiche: stiloliti,...
- Foliazioni metamorfiche: è la scistosità di una roccia.
- Clivaggio: il clivaggio non è la scistosità, ma la foliazione secondaria determinata dalla semplice suddivisione della roccia in blocchi piani/tabulari facilitata dall'orientazione dei granuli in piani (fabric planare). Il termine "clivaggio" può essere usato per indicare le foliazioni di basso grado metamorfico, come nel caso del clivaggio ardesiaco.
- Scistosità: la scistosità è una normale foliazione secondaria; questo nome si usa solo per le rocce metamorfiche. Consiste nell'orientazione preferenziale dei minerali e/o nella tendenza di minerali diversi a formare livelli separati (layering mineralogico).
- Layering gneissico: è la foliazione data dalla separazione in livelli di minerali diversi.
- Foliazioni in rocce di faglia: sono collegate a tutti i fenomeni che possono interessare le rocce di faglia: stilolitizzazione, formazione di fratture R - R', milonitizzazione, flusso cataclastico.
- Layering mineralogico granulare: è un'alternanza di composizione mineralogica originatasi per differenziazione tettonica e/o tettonico metamorfica.

Le foliazioni possono generarsi anche da rocce originariamente non foliate, isotrope.
Le foliazioni si osservano in base a due elementi fondamentali: se c'è raggruppamento selettivo, preferenziale di alcuni minerali in livelli (layering); oppure se c'è l'orientazione in una determinata direzione dei minerali (orientazione preferenziale).
Grazie a questi due criteri, dovuti al layering e all'orientazione preferenziale, si possono classificare le foliazioni. I due elementi si possono benissimo combinare. In base alla foliazione indotta da orientazione preferenziale dei granuli, si classificano le tettoniti in L, S, S-L, L-S. Le rocce che portano una di queste foliazioni sono tettoniti (quindi la relativa foliazione è secondaria, non primaria). In base alla foliazione indotta da layering più o meno accentuato, si classificano le foliazioni delle rocce come continua se non c'è layering (cioè se non ci sono cambiamenti di composizione, ma i minerali devono essere orientati, altrimenti si dice che non c'è foliazione), come individuata da livelli se ci sono livelli di minerali distinti, come individuata da livelli e da orientazione se nei livelli i minerali sono anche orientati.

#### Clivaggio

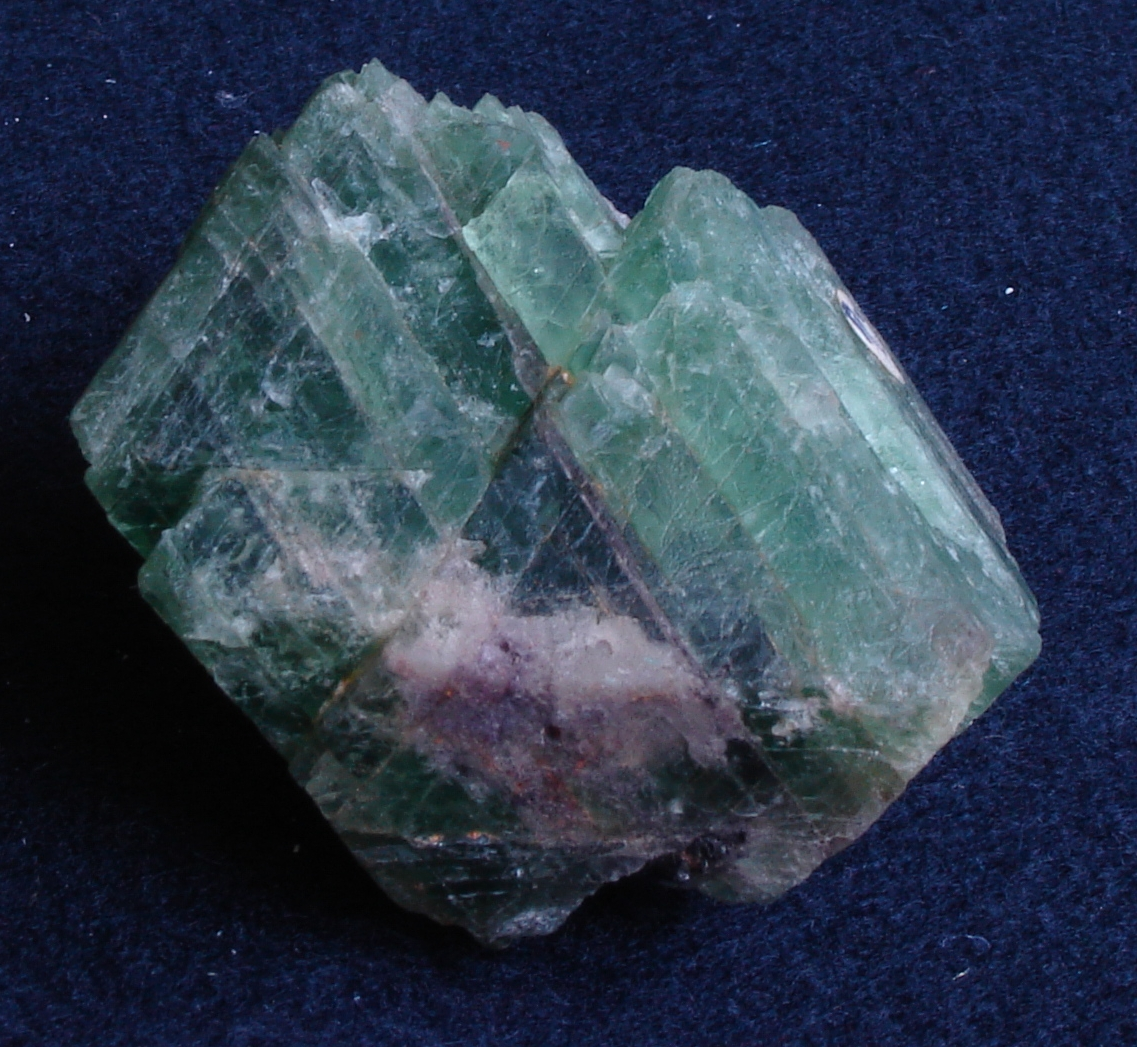
Fluorite verde con clivaggio prominente.

I piani di clivaggio sono domini, detti anche film, in cui il fabric originale della roccia è stato più o meno intensamente rinnovato da vari processi (processi di dissoluzione – rideposizione o stilolitizzazione, rotazione passiva, distorsione reticolare intracristallina plastica e ricristallizzazione orientata), separati o contenenti altri domini, detti lithon, dove il fabric granulare precedente è stato interamente o in gran parte preservato. I film sono nuovi raggruppamenti di specie minerali prodotti dai quattro processi.
- Clivaggio continuo è caratterizzato dal fatto che la roccia si rompe lungo piani, ma la foliazione secondaria su cui questi piani si impostano è continua: non ci sono differenze composizionali, la roccia sembra omogenea, può essere visibile anche la foliazione primaria originale. Un tipico clivaggio continuo è quello delle ardesie (slaty cleavage). È comunque tipico di quelle rocce a granulometrie molto fini, che vengono deformate in condizioni di basso grado metamorfico.
- Clivaggio spaziato/disgiuntivo/a domini è prodotto da dissoluzione preferenziale e riprecipitazione di minerali più solubili: la roccia appare suddivisa in piani a causa della predominanza in alcuni livelli di minerali meno solubili del resto della roccia, o comunque sono nettamente visibili domini diversi, non c'è un'omogeneità perfetta o quasi come nel clivaggio continuo. Dato che nei vari domini l'abbondanza di minerali poco solubili, o meglio l'assenza dei minerali più solubili, è dovuta a processi di pressione-dissoluzione, il clivaggio può essere orientato anche in modo diverso dalla foliazione originaria della roccia. È identico alla scistosità a domini, termine che si usa solo per le rocce metamorfiche e preferibilmente per le rocce a grana grossa, mentre clivaggio a domini è usato per le rocce a grana molto fine. A seconda dei casi, i domini possono essere più o meno spessi e più o meno lineari, planari.
- Clivaggio di crenulazione: i piani sono identificati da film la cui composizione mineralogica è quella dei minerali che identificavano la vecchia foliazione della roccia. Tra questi film rimangono dei lithon, porzioni di roccia non ancora rimaneggiate e deformate, dove molto spesso si vede la vecchia foliazione piegata (le micropieghe sono dette crenulazioni). La formazione dei film che identificano la nuova foliazione, il clivaggio di crenulazione, avviene in seguito a vari processi concorrenti, ognuno più o meno efficace a seconda dei casi: il film può essere la foliazione di piano assiale delle micropieghe che una nuova deformazione impone alla vecchia foliazione, alla vecchia roccia; può essere prodotto da rotazione passiva dei granuli; può essere creato da dissoluzione e rideposizione di alcune fasi minerali; può essere costruito per la crescita di nuove fasi minerali nella roccia.

#### Scistosità
La scistosità è semplicemente la foliazione secondaria presente nelle rocce metamorfiche, quelle con cristalli abbastanza grossi da essere visibili ad occhio nudo. 
- Scistosità a domini: sono presenti nella roccia domini a film, con la foliazione individuata principalmente da fillosilicati, ma anche da altri minerali che possono apparire lineari, che circondano lithon spesso lenticolari di minerali differenti.
- Scistosità continua: non sono visibili concentrazioni di minerali in livelli ben distinti, ma tutta la roccia è caratterizzata da una forte orientazione preferenziale dei minerali fillosilicatici (o altri). È l'equivalente metamorfico del clivaggio continuo.

#### Layering gneissico
Si tratta di una foliazione che si sviluppa in rocce metamorfiche di alto grado. A differenza della scistosità a domini, il layering gneissico produce livelli meglio definiti, più potenti e più continui lateralmente, sempre contenenti associazioni di minerali differenti. Il layering gneissico può svilupparsi attraverso processi di differenziazione metamorfica, trasposizione, ricristallizzazione della stratigrafia originaria, intrusione letto a letto e fusione parziale.

#### Foliazioni in rocce di faglia
Le foliazioni che si originano all'interno delle rocce di faglia dipendono strettamente dal livello strutturale della crosta dove si formano e dai meccanismi agenti.
- Foliazione di flusso cataclastico: si instaura nelle faglie presenti nella crosta a comportamento fragile. La foliazione di flusso cataclastico si produce in seguito al lavoro delle fratture di Riedel e dei piani P (simmetrici agli R) in zone di taglio (piano C), quando i granuli formatisi per rottura durante il movimento della faglia scivolano l'uno sull'altro fino ad allinearsi. Le rocce sono ovviamente finemente brecciate. Nelle foliazioni di flusso cataclastico ci sono due piani che lavorano assieme: un piano C (taglio semplice) e un piano S (flusso cataclastico). Il piano S esprime un flusso non coesivo tra granuli fini e dà indicazioni sul movimento, in quanto le estremità di ogni scaglia sigmoidale puntano nel senso di movimento dei blocchi fagliati.
- Foliazione milonitica: si forma in regime duttile, con meccanismi di deformazione basati sulla plasticità dei cristalli. Si sviluppa in zone di taglio duttile, dove agiscono meccanismi di appiattimento, rotazione passiva, deformazione plastica del reticolo cristallino, e talvolta ricristallizzazione. La foliazione può non essere impostata su tutte le specie mineralogiche, ci possono essere specie mineralogiche con comportamento ancora fragile. Si formano a profondità maggiori di 10–15 km e con temperature superiori a 250-300 °C.

#### Layering mineralogico granulare
Il layering mineralogico granulare è un'alternanza di composizione mineralogica originatasi per differenziazione tettonica e/o tettonico metamorfica.